# 硅杂苯

一些不稳定的硅杂苯的结构

硅杂苯是一种杂环芳香化合物，由苯中的碳原子被一个或多个硅原子取代而成。取代一个原子会得到硅杂本身；取代更多的原子可得二硅杂苯（三个理论异构体）、三硅杂苯（三个异构体）等。
硅杂苯一直以来是有机化学家的许多理论和合成研究的对象，他们展开这些研究是为了知道具有比碳重的IV族元素的苯类似物（如硅杂苯、锡杂苯和锗杂苯）——所谓的“重苯”——是否具有芳香性。
虽然在有机化学的早期阶段就已经知道几种含有氮、氧和硫原子的杂环芳香化合物，但硅杂苯被认为是一种瞬态的、不可分离的化合物。它只在低温基质中检测到，在其他环境下只检测到其狄尔斯–阿尔德环加成物。然而，近年来，动力学稳定的硅杂苯和其他含有硅或锗原子的重芳香化合物已被报告。

## 合成

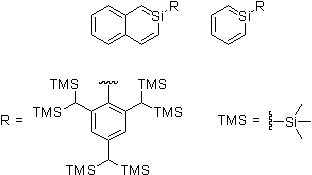
稳定的2-硅杂萘和硅杂苯

从1970年代末开始，许多科学家就尝试使用已知的大型取代基（如叔丁基（1,1-二甲基乙基）或TMS（三甲基硅基）基团），以各种方法合成稳定的硅杂苯，但这些硅杂苯很容易与自己反应，即使在低温（低于-100 °C）也会生成相应的二聚体，因为硅-碳π键很活泼。1978年，Barton和Burns报告，1-甲基-1-烯丙基-1-硅杂环己-2,4-二烯通过428 °C的石英管的流动热解，并以乙炔或全氟-2-丁炔为反应物和载气，分别会通过逆烯反应得到甲基-1-苯硅烷的狄尔斯–阿尔德环加成物，1-甲基-1-硅杂二环[2.2.2]辛三烯或1-甲基-2,3-双(三氟甲基)-1-硅杂二环[2.2.2]辛三烯。
一项2013年计算研究表明，可以在环境条件下通过布鲁克重排反应合成稳定的硅杂苯。
随着萘类似物2-硅杂萘的合成，第一个硅杂芳香化合物于1997年由Norihiro Tokitoh和Renji Okazaki合成。2000年，这一组报告，他们利用位阻保护基得出热稳定的硅杂苯。一种9-硅杂蒽衍生物和一种1-硅杂萘衍生物于2002年报告。
一种1,4-二硅杂苯衍生物于2002年报告。2007年，1,2-二硅杂苯通过二硅炔（拥有Si-Si三键）和苯乙炔的[2+2+2]环三聚反应合成。

## 性质和反应
得到分离的硅杂苯会在1,2-或1,4-位与各种试剂反应生成二烯烃型产物，因此硅杂苯的芳香性受到破坏。它与苯不同的是，苯与亲电试剂反应时会生成取代苯而不是二烯烃，因此苯会保持芳香性。硅是一种类金属元素，所以硅杂苯的Si-Cπ键具高度极性且容易破裂。硅杂苯也对光敏感。向它照射紫外光会产生价键异构体，硅杂盆苯。然而，硅杂苯的理论计算和核磁共振化学位移表明，虽然硅杂苯的反应性与苯和其他经典芳香化合物的不同，它依然是一种芳香化合物。